# Café des Westens

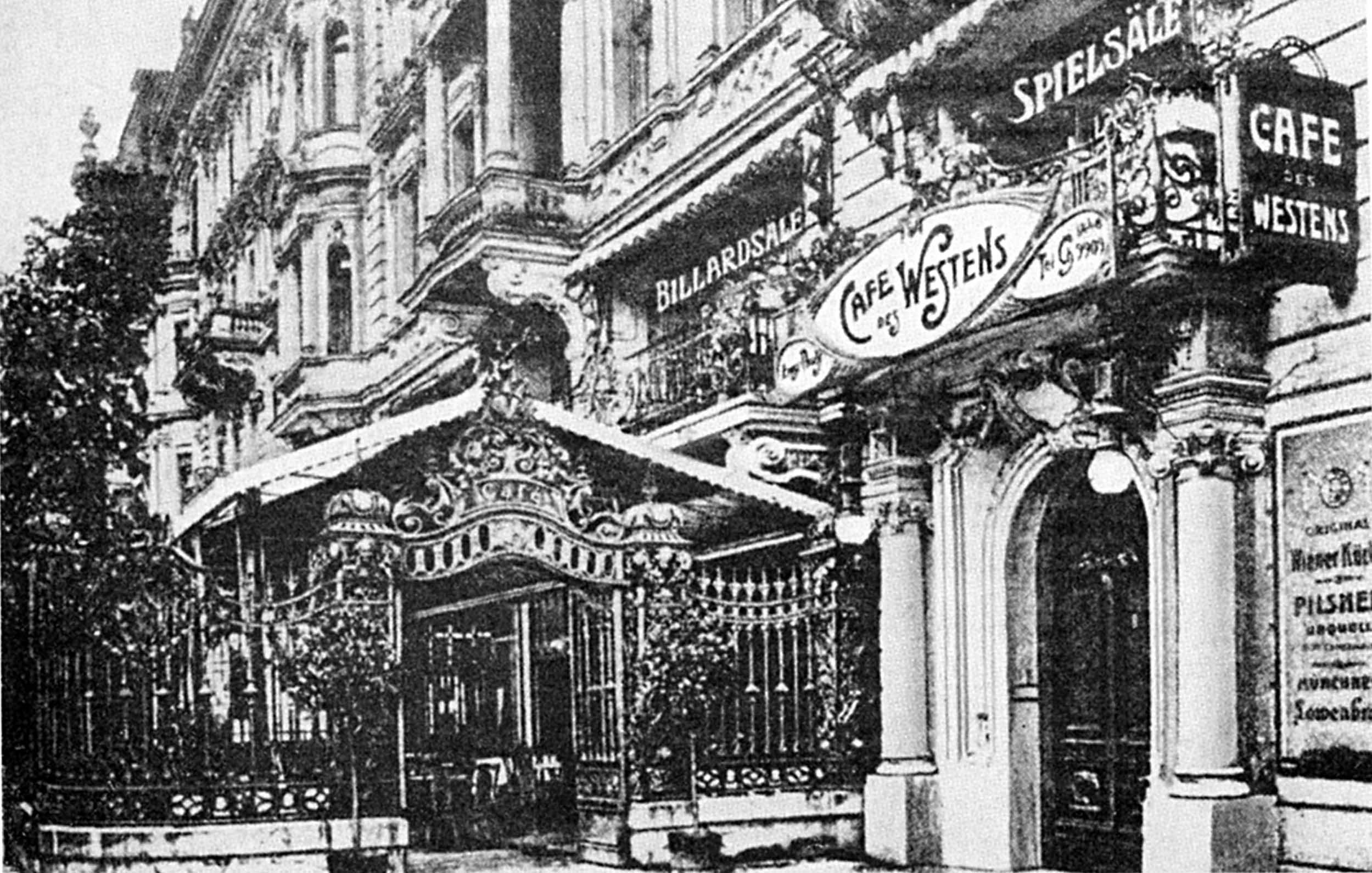
Café des Westens am Kurfürstendamm 18/19, Berlin.

Das Café des Westens, auch Café Größenwahn genannt, war ein Berliner Künstlerlokal, das sich von 1898 bis 1915 am Kurfürstendamm 18/19, Ecke Joachimstaler Straße, dem heutigen Kranzler-Eck, in Charlottenburg (heute Berlin) befand.

## Gebäude
Das Gebäude, in dem sich das Café des Westens befand, wurde von 1893 bis 1895 als repräsentatives Wohnhaus von dem Zimmermeister Christoph Osten erbaut. Der Architekt Max Welsch entwarf die Fassade, reich ausgestattet und mit einer mächtigen Attika in Gestalt einer durchbrochenen Balustrade mit Figuren und Akroterien.

## Geschichte

### 1890er: Anfänge
Im Jahr 1893 eröffnete im Erdgeschoss des Gebäudes Kurfürstendamm 18/19 das Kleine Café, das seinerzeit das erste Caféhaus am Kurfürstendamm war. Seit dem Herbst 1896 formierte sich um Maximilian Bern und Fritz Stahl ein fester Stammtisch. In den umliegenden Wohnhäusern des „Neuen Westens“ Berlins hatten schon einige Künstler Ateliers gemietet, und anstatt sich zum Vergnügen in den Rummel der City zu stürzen, trafen sie sich im „Kleinen Café“, das 1898 dann in Café des Westens umbenannt wurde. Als 1898 Rocco, „der Koch aller Köche“, die Leitung übernahm, wurde der Zulauf größer. Jetzt kamen auch die Künstler aus Berlins Mitte, und in gewissen bürgerlichen Kreisen wurde es schick, von einem Besuch in dem verrückten Café erzählen zu können.

### 1900 bis 1915: Treffpunkt der Literaten
Schnell entwickelte sich das Lokal zum wichtigsten Treffpunkt der Berliner Künstler und Journalisten. Im Jahre 1901 entstand hier die Idee zu Ernst von Wolzogens Künstlerkabarett Überbrettl, das zum ersten deutschen Kabarett werden sollte. Auch die Idee zum zweiten Berliner Kabarett Schall und Rauch, das am 23. Januar 1901 auf der Bühne des Künstlerhauses am Potsdamer Platz eröffnet wurde, entstand um Max Reinhardt, Friedrich Kayßler und Martin Zickel im „Café Größenwahn“. Mit diesen beiden Theatergründungen begann die Entwicklung des Kabaretts in Deutschland. Beide schlossen zwar nach relativ kurzer Zeit wieder, Nachfolger jedoch gab es genug. Von Berlin aus verbreitete sich das Kabarett über ganz Deutschland.
Das Kaffeehaus übernahm zu Beginn des 20. Jahrhunderts die Rolle früherer bürgerlicher Salons. Unter den Künstlern bildeten sich im Café bald zwei Gruppierungen heraus, das so genannte Schwimmer- und das Nichtschwimmer-Bassin. Wer schon einen Namen hatte, fand sich am Stammtisch des Malers Max Liebermann ein, Literaten und Kritiker wie Alfred Kerr und Herbert Ihering zählten dazu. Am Komponistentisch, angeführt von Paul Lincke, waren Walter Kollo und Jean Gilbert anzutreffen.
Die aufstrebende Bohème schloss sich dem Künstlerkreis Die Brille um Max Reinhardt und Christian Morgenstern an. Die Idee zur Dreigroschenoper wurde im Café in die Welt gesetzt. Ich bin von Kopf bis Fuß auf Liebe eingestellt… komponierte Friedrich Hollaender hier.
Weiter verkehrten hier Richard Strauss, Alfred Kerr, Maximilian Harden, Ludwig Fulda, Paul Lindau, Frank Wedekind und Carl Sternheim. Die bekannten Maler Emil Orlik und Ernst Oppler, selbst Stammgäste, zeichneten Gäste und das Café.
Das Café Größenwahn war für viele Künstler eine Art Heimat. Der Besitzer Ernst Pauly, der das Café 1904 übernahm, kam auf seine Kosten, weil die teilweise mittellosen Künstler das zahlende Publikum anlockten. Das Café Größenwahn war auch berühmt für die Frauen, die sich hier sehen ließen und neuesten Chic gleichzeitig mit ihrem Anspruch auf Emanzipation demonstrierten.
1904 ließ der Betreiber Ernst Pauly das Café in das erste Obergeschoss hinein erweitern, wo dann unter anderem Billardtische aufgestellt wurden.
In den letzten Jahren vor dem Ersten Weltkrieg wurde das Café Größenwahn zum Mittelpunkt der literarischen Bewegung des deutschen Expressionismus. Hier trafen sich die avantgardistischen Literaten – Naturalismus und Impressionismus schienen überwunden – und diskutierten mit ihren Kollegen: Else Lasker-Schüler und ihr Gatte Herwarth Walden, Anna Ottonie Krigar-Menzel, René Schickele, Roda Roda, Johannes Schlaf, Benno Berneis, Erich Mühsam und John Henry Mackay, Peter Hille und Paul Scheerbart, Frank Wedekind, Artur Landsberger, Carl Sternheim und Leonhard Frank, Salomo Friedländer, John Höxter und Jakob van Hoddis waren hier „zuhause“ – am Café Größenwahn kam niemand vorbei, der in der neuen expressionistischen Bewegung mitreden und mitschreiben wollte.
Auch wichtige literarische Zeitschriften wurden hier gegründet: 1910 konzipierte Herwarth Walden im Café seine Zeitschrift Der Sturm, 1911 Franz Pfemfert Die Aktion.
Kurz vor dem Ersten Weltkrieg geriet das Café zunehmend in die Schlagzeilen der konservativen Presse. Die Künstlerkreise im Café des Westens seien Gesindel aus dem „Café Größenwahn“, sie hätten den Westen Berlins in einen Sumpf verwandelt.
Vielleicht waren es diese Angriffe, die den Besitzer Ernst Pauly bewogen, 1913 in den Neubau „Union Palast“, Kurfürstendamm 26, umzuziehen. Hier gründete er das neue Café des Westens als Konzert-Café. Am alten Ort existierte das Café weiter bis 1915. Die Künstler jedoch zogen nicht in das neue Café um, es war das Ende des Cafés Größenwahn als literarischer Treffpunkt. Nach dem Ersten Weltkrieg wurde das Romanische Café an der Kaiser-Wilhelm-Gedächtniskirche zum neuen literarischen Zentrum Berlins.

### 1920er bis zum Abriss 1998
1920 wurde in den ehemaligen Räumen des Cafés das Kabarett Größenwahn eröffnet: Es hatte bis 1922 Bestand. 1932 eröffnete das Café Kranzler hier eine Filiale. Im April 1945 wurde das Gebäude zerstört.
Von den 1970ern bis zum Abriss des Gebäudes 1998 gab es ein Café des Westens im schräg gegenüber dem Kranzler liegenden Kudamm-Eck (Architekt: Werner Düttmann).